# Johann Puluj

Johann Puluj

Johann Puluj (ukrainisch Іван Павлович Пулюй Iwan Pawlowytsch Puljuj, wiss. Transliteration Ivan Pavlovyč Puljuj; * 2. Februar 1845 in Grzymałów, Galizien, Österreich-Ungarn; † 31. Januar 1918 in Prag, Böhmen, Österreich-Ungarn) war ein österreichisch-ungarischer Physiker und Elektrotechniker ukrainischer Nationalität. Mit der Entwicklung seiner Pulujlampe hat er eine wichtige Grundlage für Röntgens Entdeckung der Röntgenstrahlung gelegt. Puluj war einer der ersten Physiker, die die Röntgenstrahlung für die medizinische Diagnostik eingesetzt haben.

## Leben
Johann Puluj wurde in eine religiöse griechisch-katholische Familie im Gebiet Ternopil hineingeboren. Seine Eltern Pawlo Puluj und Ksenija (geborene Burschtynska) waren wohlhabende Grundeigentümer. Von 1857 bis 1865 absolvierte er eine Schulausbildung am Humanistischen Gymnasium in Ternopil in Galizien, damals ein Kronland der Monarchie Österreich-Ungarn. Am Gymnasium wurden alle Fächer auf Deutsch unterrichtet. Von 1865 bis 1869 studierte Puluj an der Theologischen Fakultät der Universität Wien und anschließend 1869 bis 1872 Mathematik, Physik und Astronomie an der Philosophischen Fakultät. Er wurde durch ein Franz-Josef-Stipendium gefördert und war während seines Studiums Hauslehrer bei Wiener Familien.
Von 1872 bis 1874 war Puluj Assistent im Labor von Viktor von Lang und beschäftigte sich mit der Erforschung der Abhängigkeit der inneren Temperatur-Luftreibung. Danach war er bis 1875 Lehrer für Mathematik, Mechanik und Physik an der Kaiserlich und Königlichen Marinehochschule Fiume (heute Rijeka in Kroatien). Dort entwickelte er ein neuartiges Gerät zur Messung des mechanischen Wärmeäquivalents, wofür er 1878 bei der Pariser Weltausstellung mit einer Silbermedaille ausgezeichnet wurde.
1876 promovierte Puluj an der Universität Straßburg über die Temperaturabhängigkeit der inneren Reibung von Gasen bei August Kundt zum Dr. phil. nat. (1877 in Wien nostrifiziert). Die wissenschaftliche Schule von Kundt, in welcher Puluj ein Aufbaustudium absolvierte, hatte mehrere bekannte Physiker, unter diesen Pjotr Nikolajewitsch Lebedew und Ferdinand Braun, hervorgebracht. Durch ihn lernte Puluj Wilhelm Conrad Röntgen kennen. 1876–1883 arbeitete er als Assistent und Privatdozent an der Universität Wien. Seit 1882 beschäftigte er sich mit Problemen der praktischen und theoretischen Elektrotechnik. 1884 erhielt er einen Ruf als Professor für experimentelle und technische Physik an die Deutsche Technische Hochschule in Prag, wo er 1888/1889 Rektor wurde. In seiner intensiven praktischen Tätigkeit, u. a. als technischer Konsulent bedeutender Unternehmen und Bauleiter zahlreicher Elektrizitätswerke, wandte er seine international beachteten Forschungsergebnisse und Erfindungen für die Physik der Röntgen- und Elektronenstrahlen an. 1916 lehnte er das Angebot, österreich-ungarischer Bildungsminister zu werden, aus gesundheitlichen Gründen ab.

## Lebensende und Nachkommen
Johann Puluj starb am 31. Januar 1918 in Prag, wo er auch begraben wurde. Sein Sohn Alexander Hans Puluj (* 11. Mai 1901 in Prag) wurde als Pionier des österreichischen Tonfilms bekannt. Dessen Sohn Peter Puluj (1930–2017) war ein österreichischer Kameramann.

## Wissenschaftliche Arbeit

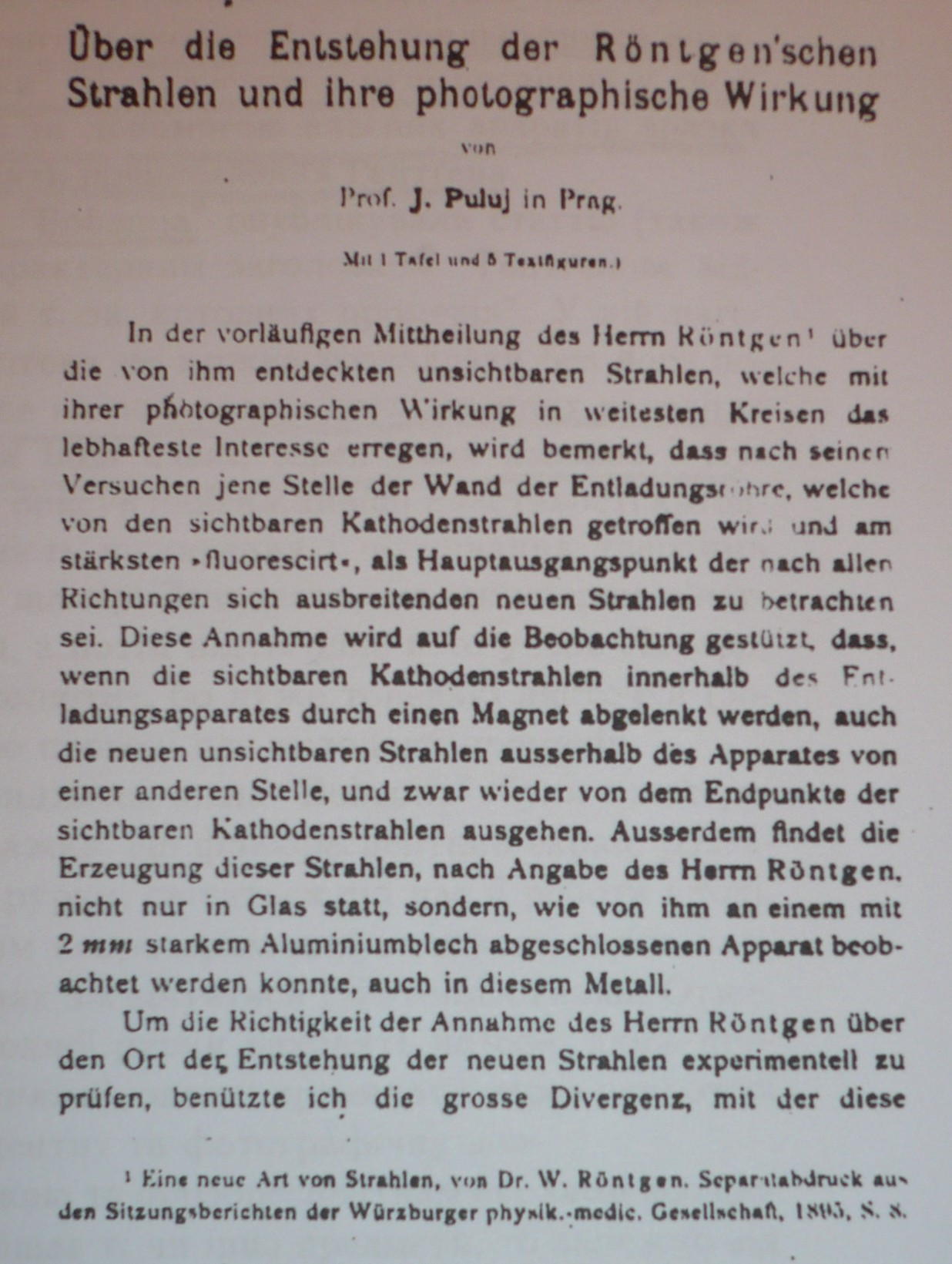
Das Titelblatt von Pulujs wenige Wochen nach Röntgens Publikation erschienenen Veröffentlichung Über die Entstehung der Röntgen’schen Strahlen und ihre photographische Wirkung, 1896.

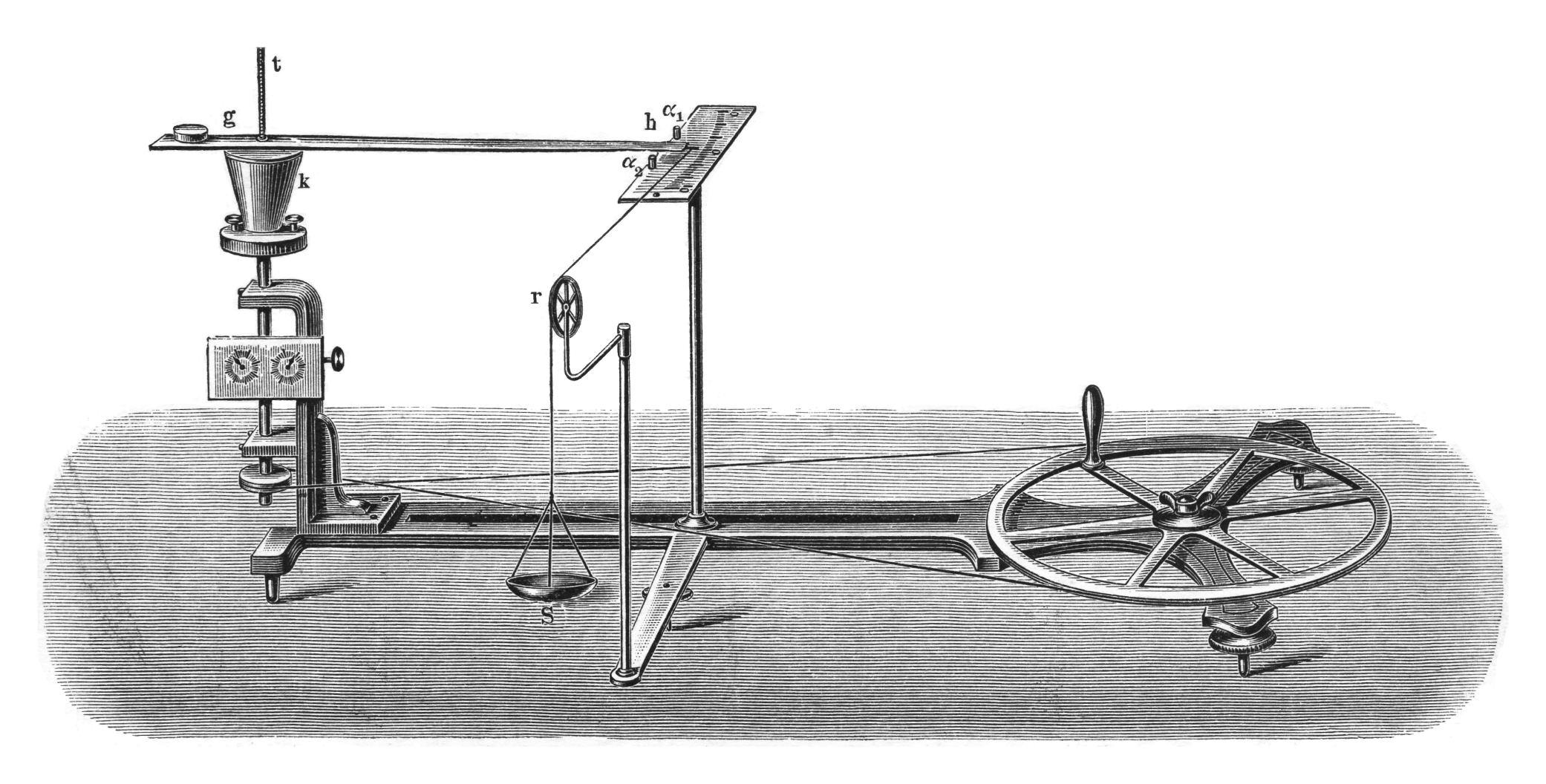
Apparat nach Puluj zur Bestimmung des mechanischen Wärmeäquivalents (Holzstich 1897)

Bevor Puluj 1884 einen Ruf als Professor nach Prag bekam, interessierte er sich für die mechanische Theorie der Wärme, molekulare Physik und die Kathodenstrahlung. Zwischen 1880 und 1882 publizierte er vier Artikel über Kathodenstrahlung. Er untersuchte die Wirkung von Magnetfeldern auf die Kathodenstrahlen und zeigte, dass die Strahlen Ähnlichkeiten zu elektrischen Strömen in Festkörpern zeigen. Er entwickelte eine lumineszente Lampe, später als Pulujlampe bekannt. Diese Lampe wurde 1881 als eine prinzipiell neue Lichtquelle prämiert. Später stellte sich heraus, dass diese Lampe ein Prototyp einer Röntgenröhre war. Puluj war der Erste, der eine Antikathode in seine Röhre eingebaut hat. Später interessierte sich Puluj für Fragestellungen der Elektrotechnik. Erst nach dem ersten Bericht des Physikers Wilhelm Conrad Röntgen Über eine neue Art von Strahlen nahm Puluj im Januar 1896 seine Untersuchungen zur Kathodenstrahlung wieder auf. Am 13. Februar 1896 reichte er seine Publikation Über die Entstehung der Röntgenstrahlen und ihre photographische Wirkung ein. Der Artikel erschien vor der zweiten und dritten Publikation von Röntgen. In kurzer Zeit produzierte Puluj eine Anzahl Bilder mit Hilfe der neuen Strahlung. Die Qualität seiner Bilder war damals unbestritten und sie wurden in der Presse oft publiziert.  Puluj war einer der ersten Physiker, der das Potential der Röntgenstrahlung für die medizinische Diagnostik erkannte.
Mehrere Versionen über Pulujs Priorität als Entdecker der Röntgenstrahlung wurden von Journalisten in Umlauf gebracht. Einer der Gründe dafür war die Tatsache, dass es zum Zeitpunkt der Entdeckung noch keine fest etablierte Terminologie zu Kathodenstrahlung bzw. Röntgenstrahlung gab. Die beiden Arten von Strahlung wurden von Laien oft verwechselt. Deswegen wurde Puluj, der die Kathodenstrahlung schon in den 1880er Jahren untersucht hat, von mehreren als der wahre Entdecker vermutet. Puluj selbst hat Röntgens Priorität anerkannt. Obwohl beide Wissenschaftler einander kannten, hat Wilhelm Conrad Röntgen, 1901 als erster mit dem Nobelpreis für Physik ausgezeichnet, Pulujs Arbeiten niemals zitiert. Pulujs Sohn Alexander Puluj behauptete später, dass sein Vater eine seiner Lampen Röntgen gegeben hat.

## Unterstützung der ukrainischen Kultur
Als Student am deutschsprachigen Gymnasium in Ternopil in Galizien übersetzte Johann Puluj ein Planimetrie-Lehrbuch in die Ukrainische Sprache. 1872–1873 war Puluj Vorsitzender der ukrainischen Studentenorganisation Sitsch in Wien und übersetzte weitere Lehrbücher ins Ukrainische. Dabei setzte er sich mit der Entwicklung der wissenschaftlichen Terminologie in diese Sprache auseinander. 1869 und 1871 wurden zwei Auflagen des von Puluj übersetzten Molytwoslowa (Gebetswort) herausgegeben. 1880 übersetzte er Evangelien und das Buch der Psalmen aus der Griechischen Sprache und dem Lateinischen in Zusammenarbeit mit Pantelejmon Kulisch in die Ukrainische Sprache. Diese Übersetzung erschien bisher in fünf Auflagen. 1899 wurde er zu einem Vollmitglied der Wissenschaftlichen Schewtschenko-Gesellschaft gewählt. Er organisierte Stipendien für Jugendliche in der Ukraine. 1915 schrieb er in deutscher Sprache einen Artikel über die von ihm gewünschte Unabhängigkeit der Ukraine, der in Prag erschien.

## Würdigungen

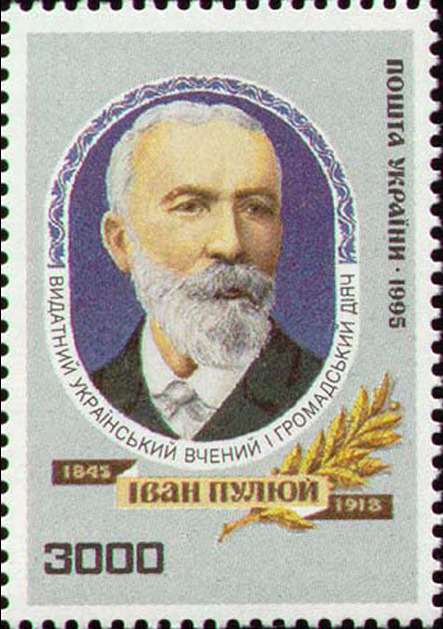
Briefmarke zum 150. Geburtstag von Johann Puluj

- Die Technische Universität Ternopil wurde nach Johann Puluj benannt.
- 1995 wurde von der ukrainischen Post eine Briefmarke zum 150. Geburtstag von Johann Puluj ausgegeben.
- Eine Straße in Kiew ist nach Johann Puluj benannt.
- Denkmal in Hrymajliw, seiner Geburtsstadt.
- Gedenktafel für Johann Puluj und Pantelejmon Kulisch in Wien.[15]
- 2021 wurde ein Asteroid nach ihm benannt: (226858) Ivanpuluj

## Publikationen
Außer zahlreichen wissenschaftlichen Studien und Abhandlungen war Johann Puluj Herausgeber und Übersetzer des Neuen Testamentes in die Ukrainische Sprache, gemeinsam mit Pantelejmon Kulisch (1887), und der vollständigen Bibel (1903)
- Strahlende Elektrodenmaterie / Wiener Berichte. (I.) 1880, Bd. 81, S. 864–923. (II.) 1881, Bd. 83, S. 402–420. (III.) 1881, Bd. 83, S. 693–708. (IV.) 1882, Bd. 85, S. 871–881.
- Strahlende Elektrodenmaterie und der sogenannte vierte Aggregatzustand. Carl Gerold Sohn, Wien 1883.
- Radiant Elektrode Matter and the So-Called Fourth State. Physical Memoirs, London 1889, Vol. l, Part 2, P. 233–331.
- Über die Entstehung der Röntgen’schen Strahlen und ihre photographische Wirkung. Wiener Berichte II Abt. 1896, Bd. 105, S. 228–238.
- Nachtrag zur Abhandlung „Über die Entstehung der Röntgen’schen Strahlen und ihre photographische Wirkung“. Wiener Berichte, 1896, Bd. 105, S. 243–245.
- Ukraina und ihre internationale politische Bedeutung, Bund zur Befreiung der Ukraina, Prag (1915)

Komplette Liste von Pulujs Publikationen